# دولت اصلاح‌شده جمهوری چین
دولت اصلاح‌شده جمهوری چین (انگلیسی: Reformed Government of the Republic of China) یک دولت دست‌نشانده بود که توسط امپراتوری ژاپن ایجاد شد که از سال ۱۹۳۸ تا ۱۹۴۰ در طول جنگ دوم چین و ژاپن وجود داشت.